# جاي إيتون
جاي إيتون (بالإنجليزية: Jay Eaton) هو ممثل أمريكي، ولد في 17 مارس 1899 في الولايات المتحدة، وتوفي بنفس المكان في 5 فبراير 1970.

## أعمال

### أفلام
- (1933) سيدة لمدة يوم
- (1936) السيد ديدز يذهب إلى المدينة
- (1936) امرأة سيئة السمعة
- (1936) زيجفيلد العظيم
- (1943) الجنة يمكن أن تنتظر

## وصلات خارجية
- جاي إيتون على موقع IMDb (الإنجليزية)
- جاي إيتون على موقع ألو سيني (الفرنسية)
- جاي إيتون على موقع تيرنر كلاسيك موفيز (الإنجليزية)
- جاي إيتون على موقع أول موفي (الإنجليزية)
- جاي إيتون على موقع قاعدة بيانات الأفلام السويدية (السويدية)
- جاي إيتون على موقع قاعدة بيانات الفيلم (الإنجليزية)
- جاي إيتون على موقع كينوبويسك (الروسية)